# Hurray! (Chageのアルバム)
『hurray!』（フレイ）は、Chageのミニ・アルバム。2015年9月16日に発売された。発売元はUSM JAPAN。規格品番：UICZ-9054（DVD付初回限定盤） UICZ-4335（通常盤）。

## 解説
オリジナル・アルバムとしては前作『&C』から約5年ぶりとなる作品。全6曲が収録されており、4曲の新曲とCHAGE and ASKA名義で発表した楽曲のセルフカバー2曲を収録している。初回限定盤は「天使がくれたハンマー」のMusic Videoや2015年8月に行われたファンクラブ・イベントのダイジェストなどが収録されたDVDが付属している。

## 収録曲
| #         | タイトル                    | 作詞       | 作曲             | 編曲      | 時間  |
| --------- | --------------------------- | ---------- | ---------------- | --------- | ----- |
| 1.        | 「Hurray! Hurray!」         | Chage      | Chage            | 滝本成吾  | 5:19  |
| 2.        | 「天使がくれたハンマー」    | 松井五郎   | Chage            | 渡辺等    | 5:10  |
| 3.        | 「幻灯綺談」                | 松井五郎   | Chage            | 渡辺等    | 4:46  |
| 4.        | 「equal」                   | 松井五郎   | Chage            | 渡辺等    | 5:53  |
| 5.        | 「ロマンシングヤード 2015」 | 秋谷銀四郎 | Chage            | 西川進    | 4:37  |
| 6.        | 「光の羅針盤 2015」         | Chage      | Chage、Tom Watts | 力石理江  | 6:38  |
| 合計時間: | 合計時間:                   | 合計時間:  | 合計時間:        | 合計時間: | 32:23 |

| #  | タイトル | 作詞 | 作曲・編曲 |
| -- | --- | ---- | ---------- |
| 1. | 「天使がくれたハンマー」(Music Video)                                                                                       |      |            |
| 2. | 「"Chage Fan Meeting 2015 57歳のはじめての…"Digest & Making Movie」(equal / 終章（エピローグ） / Stay With Me / 光の羅針盤) |      |            |
| 3. | 「永い一日」(Poetic Video)                                                                                                  |      |            |

## 楽曲解説

### CD
1. Hurray! Hurray!
2. 天使がくれたハンマー
2015年発売の配信限定シングル。
3. 幻灯綺談
4. equal
2014年に行われたコンサートツアー「ChageLiveTour2014 〜equal〜」にて新曲として披露された楽曲。
このツアーのライブ音源が同年11月に配信限定シングルとしてリリースされていた。
本作への収録にあたり、スタジオ音源用として改めてレコーディングが行われた。
5. ロマンシングヤード 2015
チャゲ&飛鳥（現:CHAGE and ASKA）の19thシングル表題曲『ロマンシングヤード』のセルフカバー。
6. 光の羅針盤 2015
CHAGE and ASKAの45thシングル『36度線 -1995夏-』のカップリング曲のセルフカバー。

### DVD（初回限定盤）
1. 天使がくれたハンマー（Music Video）
2. "Chage Fan Meeting 2015 57歳のはじめての…"Digest & Making Movie
  1. equal
  2. 終章（エピローグ）
  3. Stay With Me
  4. 光の羅針盤
3. 永い一日（Poetic Video）